# 金濬泰
金 濬泰（キム・ジュンテ、朝鮮語: 김준태、1915年9月5日 - 1987年10月1日または10月4日）は、満洲国および大韓民国の検察官、官僚、弁護士、政治家。第2・5・6代韓国国会議員。

## 経歴
慶尚北道清道郡出身。大邱公立商業学校（現・大邱商苑高等学校）、満州新京大同学院卒。中央大学法律研究所修了。1939年朝鮮弁護士予備試験合格、1943年高等文官試験司法科合格、その後満洲国国務院事務局で勤務した。弁護士として23年活動したほか、1948年に大邱地方検察庁検事、1958年に民主党清道郡党委員長・監察部長、1960年に民主党院内副総務・監察委員長・院内対策委員会委員、1961年に張勉第2次改造内閣の復興部政務次官、1963年に自由民主党結党発起準備委員会メンバー・同党政策委員、同年末からは民主共和党党務委員・院内副総務・中央常任委員・絶糧危機克服委員長・党紀委員を務めた。
第2代国会議員在任中は南朝鮮労働党に集まったため拘束されたが、その後1953年に国会人権擁護調査特別委員会委員長を務めた。自由党政権時代は国会議員にならず、在野の法曹として活動した。第5代国会議員任期中は3・15不正選挙および不正蓄財者の処分、反民主行為者の公民権制限などの特別法制定のための憲法改正案の共同発議に参加した。張勉が失脚した後、1962年に二主党系反革命陰謀事件で起訴された張勉の弁護人団のメンバーとして活動した。1965年以降に政界を引退し、その後は弁護士として法律事務所を開業しながら韓国弓の同好としても活動した。
1987年10月4日、心臓麻痺によりソウルの延世医療院（セブランス病院）で死去。享年72。